# Те, що ми знайшли
«Те, що ми знайшли» (англ. What We Found) — американський трилер 2020 року, знятий режисером Беном Гікернеллом за власним сценарієм. У головних ролях знялися: Елізабет Мітчелл, Джеймс Ренсон, Брендон Ларракуенте, Уна Лоренс, Джордан Голл і Єтід Бадакі.
Одна із трьох подруг зникає одразу після початку навчання у старшій школі. Оскільки поліція не може або не хоче її знайти, інші беруть на себе завдання з'ясувати, що сталося, вирушаючи в жахливу подорож, яка змінить усіх.

## Акторський склад
- Джордан Голл — Маркус Джексон
- Уна Лоренс — Голлі
- Джуліан Шаткін — Грант
- Джорджія Віґем — Кессі
- Єтід Бадакі — Алекс
- Брендон Ларракуенте — Клей Говарда
- Елізабет Мітчелл — Кетрін Гіллман
- Джеймс Ренсон — Стів Молер
- Кейсі Гартнетт — Емілі

## Реліз фільму
Фільм вийшов 4 серпня 2020 року на DVD та VOD.